# Vitteaux
Vitteaux és un municipi francès, situat al departament de la Costa d'Or i a la regió de Borgonya - Franc Comtat. L'any 2007 tenia 1.098 habitants.

## Demografia

### Població
El 2007 la població de fet de Vitteaux era de 1.098 persones. Hi havia 432 famílies, de les quals 156 eren unipersonals (56 homes vivint sols i 100 dones vivint soles), 128 parelles sense fills, 116 parelles amb fills i 32 famílies monoparentals amb fills.
La població ha evolucionat segons el següent gràfic:
Habitants censats

### Habitatges
El 2007 hi havia 559 habitatges, 433 eren l'habitatge principal de la família, 50 eren segones residències i 76 estaven desocupats. 427 eren cases i 131 eren apartaments. Dels 433 habitatges principals, 265 estaven ocupats pels seus propietaris, 150 estaven llogats i ocupats pels llogaters i 18 estaven cedits a títol gratuït; 5 tenien una cambra, 38 en tenien dues, 92 en tenien tres, 131 en tenien quatre i 167 en tenien cinc o més. 265 habitatges disposaven pel capbaix d'una plaça de pàrquing. A 232 habitatges hi havia un automòbil i a 139 n'hi havia dos o més.

### Piràmide de població
La piràmide de població per edats i sexe el 2009 era:
| Homes | Edats   | Dones |
| ----- | ------- | ----- |
| 0     | 95 o +  | 4     |
| 16    | 90 a 94 | 32    |
| 16    | 85 a 89 | 32    |
| 28    | 80 a 84 | 24    |
| 16    | 75 a 79 | 24    |
| 16    | 70 a 74 | 28    |
| 52    | 65 a 69 | 44    |
| 16    | 60 a 64 | 24    |
| 12    | 55 a 59 | 24    |
| 56    | 50 a 54 | 36    |
| 44    | 45 a 49 | 48    |
| 36    | 40 a 44 | 44    |
| 20    | 35 a 39 | 28    |
| 40    | 30 a 34 | 32    |
| 36    | 25 a 29 | 28    |
| 24    | 20 a 24 | 20    |
| 48    | 15 a 19 | 40    |
| 16    | 10 a 14 | 44    |
| 32    | 5 a 9   | 16    |
| 28    | 0 a 4   | 16    |

## Economia
El 2007 la població en edat de treballar era de 634 persones, 430 eren actives i 204 eren inactives. De les 430 persones actives 393 estaven ocupades (207 homes i 186 dones) i 37 estaven aturades (15 homes i 22 dones). De les 204 persones inactives 68 estaven jubilades, 39 estaven estudiant i 97 estaven classificades com a «altres inactius».

### Ingressos
El 2009 a Vitteaux hi havia 418 unitats fiscals que integraven 922 persones, la mediana anual d'ingressos fiscals per persona era de 15.985 €.

### Activitats econòmiques
Dels 82 establiments que hi havia el 2007, 1 era d'una empresa extractiva, 4 d'empreses alimentàries, 4 d'empreses de fabricació d'altres productes industrials, 12 d'empreses de construcció, 19 d'empreses de comerç i reparació d'automòbils, 2 d'empreses de transport, 7 d'empreses d'hostatgeria i restauració, 1 d'una empresa d'informació i comunicació, 5 d'empreses financeres, 12 d'empreses de serveis, 12 d'entitats de l'administració pública i 3 d'empreses classificades com a «altres activitats de serveis».
Dels 32 establiments de servei als particulars que hi havia el 2009, 1 era una oficina d'administració d'Hisenda pública, 1 gendarmeria, 1 oficina de correu, 4 oficines bancàries, 5 tallers de reparació d'automòbils i de material agrícola, 1 taller d'inspecció tècnica de vehicles, 1 paleta, 3 guixaires pintors, 2 fusteries, 2 lampisteries, 1 electricista, 2 perruqueries, 4 veterinaris i 4 restaurants.
Dels 11 establiments comercials que hi havia el 2009, 2 eren supermercats, 2 fleques, 2 carnisseries, 1 una peixateria, 1 una llibreria, 1 una botiga de material de revestiment de parets i terra i 2 floristeries.
L'any 2000 a Vitteaux hi havia 12 explotacions agrícoles que ocupaven un total de 1.022 hectàrees.

## Equipaments sanitaris i escolars
El 2009 hi havia 1 hospital de tractaments de curta durada, 1 hospital de tractaments de mitja durada (seguiment i rehabilitació, 1 farmàcia i 1 ambulància.
El 2009 hi havia 1 escola maternal i 1 escola elemental. Vitteaux disposava d'un col·legi d'educació secundària amb 136 alumnes.

## Poblacions més properes
El següent diagrama mostra les poblacions més properes.